# Радомщанский повет
Радомщанский повет (пол. Powiat radomszczański) — повет (район) в Польше, входит как административная единица в Лодзинское воеводство. Центр повета — город Радомско. Занимает площадь 1442,78 км². Население — 115 125 человек (на 31 декабря 2015 года).

## Административное деление
- города: Радомско, Каменьск, Пшедбуж
- городские гмины: Радомско
- городско-сельские гмины: Гмина Каменьск, Гмина Пшедбуж
- сельские гмины: Гмина Добрышице, Гмина Гидле, Гмина Гомунице, Гмина Кобеле-Вельке, Гмина Кодромб, Гмина Льгота-Велька, Гмина Ладзице, Гмина Масловице, Гмина Радомско, Гмина Вельгомлыны, Гмина Жытно

## Демография
Население повета дано на 31 декабря 2015 год]а.
| Перепись            | Всего   | Мужчины | Женщины |
| ------------------- | ------- | ------- | ------- |
| Всего               | 115 125 | 56 418  | 58 707  |
| Городское население | 53 575  | 25 433  | 28 142  |
| Сельское население  | 61 550  | 30 985  | 30 565  |